# Satanized
"Satanized" é uma canção da banda sueca de rock Ghost. Lançada em 5 de março de 2025 pela Loma Vista Recordings, é o primeiro single do futuro sexto álbum de estúdio do grupo, Skeletá.

## Antecedentes
No dia anterior ao lançamento de "Satanized", a banda havia feito uma transmissão ao vivo consistindo de um outdoor em Las Vegas com os dizeres "V IS COMING", em referência à chegada do novo personagem frontman da banda, Papa V Perpetua, personagem interpretado pelo vocalista Tobias Forge. "Satanized" foi publicado com um videoclipe posteriormente, à meia-noite de 5 de março (EST). Foi lançado também, em parceria com Jason Zada, The Satanizer, uma aplicação web que permite que usuários se transformem nos personagens do videoclipe.

## Composição e temas
"Satanized" foi descrita como uma faixa que adota uma abordagem influenciada pelo hard rock dos anos 1980, com harmonias vocais e guitarras comparadas ao estilo do Queen. A canção é caracterizada por um ritmo envolvente, uma bateria com forte reverberação e um solo de guitarra considerado virtuoso. A revista Loud apontou que a faixa se apresenta como um "hino blasfemo e envolvente", abordando temas como possessões demoníacas, entrega às forças obscuras e aceitação do sacrilégio, com a estreia vocal de Papa V Perpetua sendo destacada. Já a Consequence descreveu a música como "graciosa" apesar de seu título sombrio, observando influências do album-oriented rock melódico e traços de bandas como Styx e Def Leppard, além de destacar o efeito de reverberação característico da produção inspirada nos anos 1980.
Em entrevista ao programa Talkin’ Rock with Meltdown, Tobias Forge explicou que a música aborda a experiência de estar apaixonado, algo que pode ser confundido com possessão demoníaca, e enfatizou que a canção "não tem nada a ver com possessão demoníaca". Forge também mencionou que a sonoridade foi influenciada por sua admiração pela música dos anos 1970, citando o Scorpions dessa década como uma das principais referências para a faixa.

## Videoclipe
O videoclipe, dirigido por Amir Chamdin e estrelado por David Dencik, apresenta um monge frustrado em um confessionário, enquanto duas freiras zombam dele. Ao redor, um clero, possivelmente formado pelos músicos da banda sem máscara, toca alegremente. Ao final do clipe, sem conseguir apoio de sua igreja, o monge transforma-se no personagem frontman da banda, Papa V Perpetua, com o clipe revelando o novo visual do grupo, com Perpetua vestindo trajes e maquiagem nas cores roxa e prata. Além disso, a nova máscara de Tobias Forge, pela primeira vez, cobre apenas metade de seu rosto, em contraste com os modelos anteriores, que cobriam toda a cabeça.

## Créditos
Os créditos para o videoclipe foram disponibilizados junto do lançamento do single.
- Amir Chamdin - direção
- Matilda Almeida - produção
- David Dencik - monge satanizado
- Niklas Johansson - direção de Fotografia
- B Åkerlund, Selam Fessahaye - figurino
- Göran Lundström - efeitos especiais